# Swainsona drummondii
Swainsona drummondii är en ärtväxtart som beskrevs av George Bentham. Swainsona drummondii ingår i släktet Swainsona och familjen ärtväxter. Inga underarter finns listade i Catalogue of Life.